# Nogometni Klub Žepče
Il Nogometni Klub Žepče è una società calcistica bosniaca, della città di Žepče. Vanta una partecipazione al primo turno preliminare della Coppa UEFA 2005-2006 ed è la squadra della comunità croata.
Milita attualmente nella Prva liga FBiH, la seconda divisione bosniaca.

## Palmarès

### Competizioni nazionali
- Prva liga Federacija Bosne i Hercegovine: 1

2001-2002

### Altri piazzamenti
- Coppa di Bosnia:

Semifinalista: 2005-2006